# قوه تاو
قوه تاو (بالصينية: 郭涛) هو ممثل صيني، ولد في 17 ديسمبر 1969 في الصين.

## أعمال

### أفلام
- (1994) فترة عمر

## ترشيحات
- Hundred Flowers Award for Best Actor [الإنجليزية]‏ (2008)

## وصلات خارجية
- قوه تاو على موقع IMDb (الإنجليزية)
- قوه تاو على موقع قاعدة بيانات الأفلام العربية
- قوه تاو على موقع ألو سيني (الفرنسية)
- قوه تاو على موقع أول موفي (الإنجليزية)
- قوه تاو على موقع قاعدة بيانات الفيلم (الإنجليزية)
- قوه تاو على موقع كينوبويسك (الروسية)